# Choi Yong-sin
Choi Yong-sin (kor. 최용신; ur. 21 maja 1978) – południowokoreański judoka. Olimpijczyk z Sydney 2000, gdzie zajął piąte miejsce w wadze lekkiej.
Triumfator igrzysk azjatyckich w 2002. Drugi na uniwersjadzie w 2001 i trzeci w 1999 roku.

## Letnie Igrzyska Olimpijskie 2000
| Konkurencja | Rundy eliminacyjne     | Rundy eliminacyjne  | Rundy eliminacyjne        | Rundy eliminacyjne     | Runda finałowa       | Runda finałowa             | Klas. końcowa |
| Konkurencja | Przeciwnik I           | Przeciwnik II       | Przeciwnik III            | Przeciwnik IV          | 1/2                  | o 3. miejsce               | Miejsce       |
| ----------- | ---------------------- | ------------------- | ------------------------- | ---------------------- | -------------------- | -------------------------- | ------------- |
| 73 kg       | Sagdat Sadykov (KGZ) Z | Jimmy Pedro (USA) Z | Sebastián Alquati (ARG) Z | Kenzō Nakamura (JPN) Z | Tiago Camilo (BRA) P | Vsevolods Zeļonijs (LAT) P | 5.            |